# Mosrentgen
Mosrentgen, ufficialmente Posëlok zavoda Mosrentgen (in russo Посёлок заво́да Мосрентге́н?, lett. "Villaggio dello stabilimento di Mosrentgen") è un insediamento della Russia europea centrale, situato nel distretto di Novomoskovskij della città federale di Mosca.